# Фран Гонсалес
Франсіско Хав'єр Гонсалес (ісп. Francisco Javier González; нар. 14 липня 1969, Рібейра) — іспанський футболіст, що грав на позиції півзахисника. Футболіст року в Іспанії (1993).
Протягом усієї кар'єри виступав за «Депортіво», був капітаном команди, виграв з командою чемпіонат Іспанії, два Кубка Іспанії і три Суперкубка Іспанії. Також провів 16 матчів за національну збірну Іспанії, у складі якої був учасником Євро-2000.

## Клубна кар'єра
Народився 14 липня 1969 року в місті Рібейра. Розпочав грати у футбол в клубі «Каррейра», з якого 1987 року перейшов у «Депортіво».
З сезону 1987/88 виступав з командою в Сегунді і з наступного сезону зайняв місце в основі клубу, допомігши їй вийти в еліту за результатами сезону 1990/91. Дебютував у Ла Лізі за галісійців 31 серпня 1991 року в грі з «Валенсією» (2:1). У своїх перших 5 сезонах в еліті Фран не зіграв лише у 8 матчах. Незабаром він став капітаном клубу.
У різний час Франом цікавилися «Барселона» та «Реал», з яким гравець навіть підписав попередній контракт, проте «Депортіво» він не залишив. У сезоні 1999–2000 галісійський клуб вперше в історії став чемпіоном Іспанії, Фран взяв участь у 22 іграх тієї першості.
Фран завершив кар'єру в 2005 році. Його останнім матчем був домашній поєдинок із «Мальоркою» (0:3), що пройшлв 22 травня. На його рахунку понад 500 матчів за «Депортіво» в Прімері.
Після завершення кар'єри грав за «Депортіво» в футбол в приміщенні разом з іншими колишніми відомими гравцями галісійців — Джалміньєю, Нуреддіном Найбетом і Жаком Сонго'о. Завдяки його зусиллям Депортіво-індаур в 2008 році виграв лігу по даному виду спорту, здолавши у фіналі «Валенсію».

## Виступи за збірну
27 січня 1996 року дебютував в офіційних іграх у складі національної збірної Іспанії в товариському матчі проти збірної Мексики (1:1).
У складі збірної був учасником чемпіонату Європи 2000 року у Бельгії та Нідерландах, де зіграв у двох матчах групового етапу проти норвежців (0:1) і югославів (4:3). Цей матч проти балканців став останнім для Франа у футболці збірної, оскільки після турніру до «червоної фурії» півзахисник більше не залучався.
Протягом кар'єри у національній команді, яка тривала 7 років, провів у формі головної команди країни лише 16 матчів, забивши 2 голи.

## Титули і досягнення
- Чемпіон Іспанії (1):

«Депортіво»: 1999–00
- Володар Кубка Іспанії (2):

«Депортіво»: 1994–95, 2001–02
- Володар Суперкубка Іспанії (3):

«Депортіво»: 1995, 2000, 2002

### Особисті
- Футболіст року в Іспанії («Don Balon»): 1993

## Приватне життя
Має молодшого брата, Хосе Рамона, який також був футболістом і виступав за «Депортіво», а зараз працює футбольним тренером.